# Bestwig
Bestwig är en kommun och ort i Hochsauerlandkreis i Regierungsbezirk Arnsberg i förbundslandet Nordrhein-Westfalen i Tyskland.